# The Girl in the Shack
The Girl in the Shack è un cortometraggio muto del 1914 diretto da Edward Morrissey. Di ambiente western, prodotto dalla Reliance Film Company, il film fu sceneggiato da Anita Loos. Gli interpreti erano Mae Marsh, Earle Foxe, Spottiswoode Aitken.

## Trama
Jim, minatore in una città di frontiera, coinvolto ubriaco in una rissa al saloon, ferisce un uomo. Inseguito, riesce a fuggire a piedi. Stanco e affamato, giunge a una capanna. La ragazza che ci vive lo accoglie dentro, offrendogli qualcosa da mangiare. I due cominciano a chiacchierare e fanno amicizia. Jim ha quasi dimenticato i suoi guai quando, allarmato, sente arrivare dei cavalli. Terrorizzato, vede dalla finestra avvicinarsi lo sceriffo e, non sapendo che fare, si nasconde dietro una tenda. La ragazza non capisce cosa stia succedendo ma quando lo sceriffo le chiede se ha visto il fuggitivo, risponde negativamente. Quando il gruppo di inseguitori si allontana, Jim esce dal suo nascondiglio e offre timidamente la sua mano alla ragazza. Lei gli risponde che non dà la mano ai fuorilegge. L'uomo, che sente la vergogna della sua situazione, decide di ottenere il rispetto dalla ragazza. Gridando, chiama indietro lo sceriffo e gli si consegna. Jenny allora gli dà la mano.

Qualche tempo, Jim che ha scontato una pena abbastanza ridotta per il ferimento, torna da Jenny. Le chiede se lei lo ha aspettato e la ragazza risponde affermativamente.

## Produzione
Il film fu prodotto dalla Reliance Film Company.

## Distribuzione
Distribuito dalla Mutual, il film - un cortometraggio di una bobina - uscì nelle sale cinematografiche statunitensi il 15 maggio 1914.